# David Allers
David Allers (* 1976 in Hamburg) ist ein deutscher Schauspieler.

## Leben
David Allers studierte nach seinem Abitur zunächst Germanistik und Französisch, bevor er von 1998 bis 2002 an die Theaterhochschule in Zürich ging, wo er sein Schauspielstudium absolvierte. Zwischen 1997 und 2002 stand er in verschiedenen Rollen am Theater an der Elbchaussee in Hamburg, am Stadttheater Konstanz, am Theater an der Sihl in Zürich und am Landestheater Bregenz auf der Bühne. Gastspiele führten ihn unter anderem nach Berlin, Münster, Lyon und Madrid.
2001 erhielt er den Oprecht-Preis, den Förderpreis der Armin-Ziegler-Stiftung und den Ensemble- und Zuschauerpreis des Bundeswettbewerbs der Schauspielschulen.
Er spielte in den Filmen Kalte Haut und Alles Zombies mit.
Von 2003 bis 2008 war David Allers Mitglied des Kieler Schauspielensembles. Seitdem war er schon als Mephisto in Goethes Faust I, in der Titelrolle von Shakespeares Richard III., in verschiedenen Rollen in der Dreigroschenoper, als Benvolio in der Zaimoglu/Senkel-Fassung von Shakespeares Romeo und Julia und im Text- und Liederabend Glücklich ist, wer vergisst zu sehen. Außerdem in seiner Paraderolle als Karl Moor in Schillers Drama Die Räuber und in der Titelrolle in Shakespeares Hamlet, in Die letzte Show, Die Liebe zur Leere und als Krogstad in Ibsens Theaterstück Nora. In der Spielzeit 2007/2008 war Allers unter anderem als Sebastian in Shakespeares Was ihr wollt, Verbrennungen und in verschiedenen Rollen des Rock-Musicals Linie 1 zu sehen.
Außerdem veranstaltete David Allers zusammen mit Marko Gebbert, Ture Rückwardt und Joachim Roth den Georges-Brassens-Chansonabend.
Seit der Spielzeit 2007/2008 präsentieren David Allers und Band den Chanson-Abend Chanson International.
In der Spielzeit 2008/2009 ist Allers weiterhin als Gast am Theater Kiel zu sehen, wo er unter anderem den Liederabend Conte & Waits präsentiert.

## Kritik
Der Kieler Mephisto David Allers entpuppt sich als wahrer Tausendsassa, als Hanshöllendampf in allen Gassen der lustvoll, mal ernsthaft, mal heiter mit Zitaten aus früheren Faust-Inszenierungen spielenden, Ideendemontage als Mittel zur Gedankenfindung einsetzenden Arbeit Karaseks. Allers verlacht Gründgens, der vom Band das Lied vom Floh singen darf. (aus Die Welt)

## Filmografie (Auswahl)
- 2001: Alles Zombies
- 2005: Kalte Haut
- 2016: Sanft schläft der Tod (Fernsehfilm)
- 2021: Polizeiruf 110: Sabine (Fernsehfilm)
- 2022: Morden im Norden (Fernsehserie, Folge Perfides Spiel)